# Le Club du suicide
Vous pouvez aider à l'améliorer ou bien discuter des problèmes sur sa page de discussion.
- Il ne cite pas suffisamment ses sources. Vous pouvez indiquer les passages à sourcer avec {{référence nécessaire}} ou {{Référence souhaitée}}, et inclure les références utiles en les liant aux notes de bas de page. (Marqué depuis mars 2024)
- Certaines informations devraient être mieux reliées aux sources mentionnées dans la bibliographie ou les liens externes. Améliorez sa vérifiabilité en les associant par des références. (Marqué depuis mars 2024)

- Archive Wikiwix
- Bing
- Cairn
- DuckDuckGo
- E. Universalis
- Gallica
- Google
- G. Books
- G. News
- G. Scholar
- Persée
- Qwant
- (zh) Baidu
- (ru) Yandex
- (wd) trouver des œuvres sur Wikidata

 (janvier 2024).
- Si vous ne connaissez pas le sujet, laissez ce bandeau (vous pouvez alors contacter les auteurs).
- Si vous supprimez le contenu mis en cause (vous pouvez préalablement contacter les auteurs),

argumentez précisément cette suppression dans la page de discussion
(un manque de référence n'est pas un argument ; une recherche réelle de référence doit avoir été effectuée, être formellement documentée).

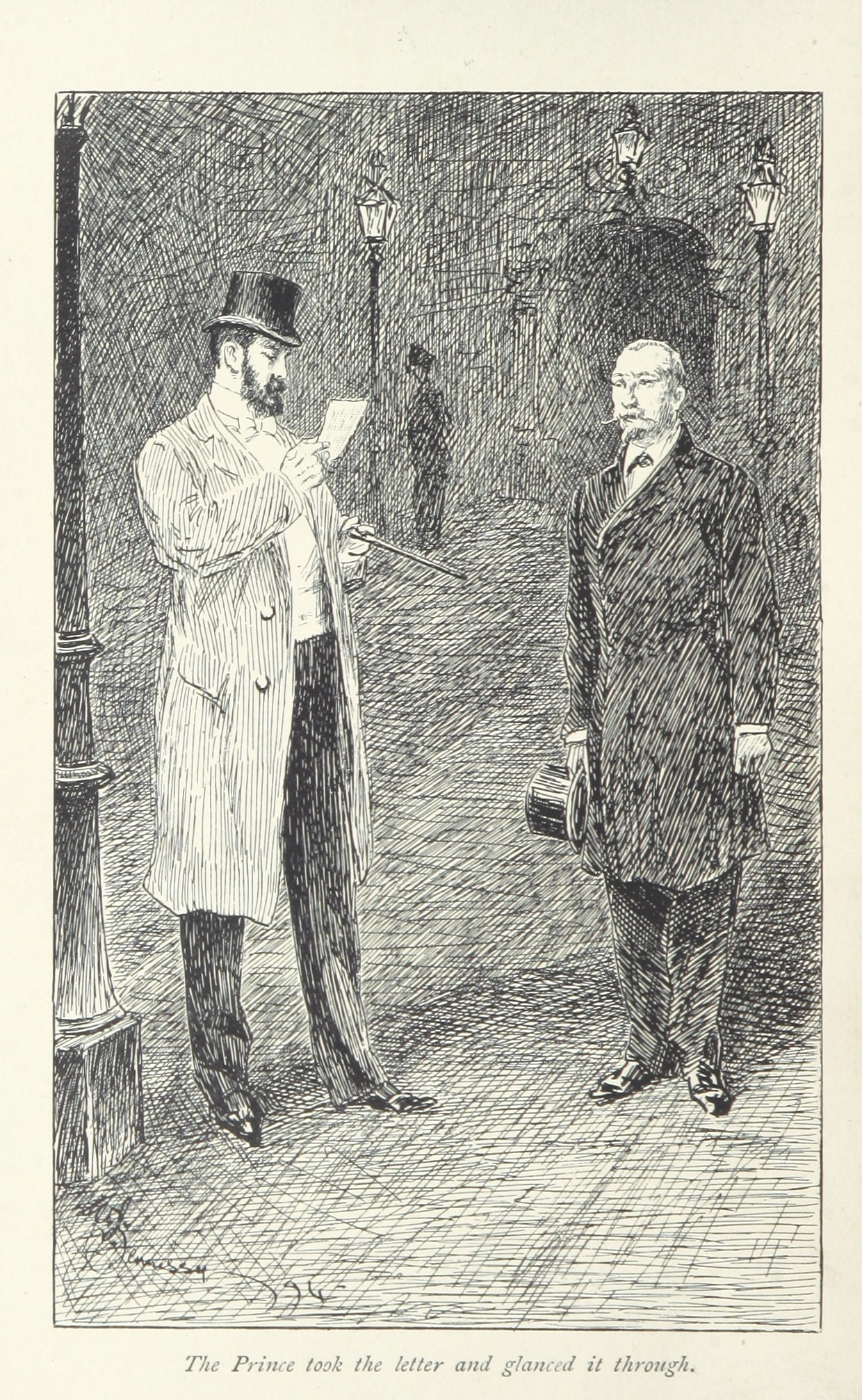
Illustration de l'édition Le club du suicide et le Diamant du Rajah, par W. J. Hennessy.

Le Club du suicide est un recueil de nouvelles écrit par Robert Louis Stevenson, auteur du célèbre Étrange Cas du docteur Jekyll et de M. Hyde et de L'Île au trésor. Ce recueil comprend trois nouvelles : L'Histoire du jeune homme aux tartelettes à la crème, L'Histoire du docteur et de la malle de Saratoga, et L'Aventure du fiacre. Ces trois nouvelles sont comprises dans le recueil Les Nouvelles mille et une nuits publié en 1882, et composé de six parties (dont la première est Le Club du suicide).

## Les personnages
Dans ces trois nouvelles, les personnages principaux sont le Prince Florizel de Bohême et son Grand Écuyer, le colonel Géraldine. Le lien entre eux est très fort, malgré le fait qu'il ne soit pas sur le même plan hiérarchique. Une confiance, une complicité et une immense amitié règnent entre eux.

## L'Histoire du jeune homme aux tartelettes à la crème
La première nouvelle, définit le cadre, l'histoire générale des suivantes. Elle se situe à Londres, où le Prince Florizel et le colonel Géraldine se déguisent pour aller boire quelques verres sans être reconnus. Un jeune homme entre dans ce bar, et propose à chacun une tartelette à la crème, et si la personne refuse, la mange lui-même. Ils sont intrigués par le comportement de ce jeune homme. Ils acceptent la tartelette à la crème à la condition que le jeune homme, en retour, dîne avec eux. Ils accompagnent donc le jeune homme dans la fin de sa tournée. C'est seulement à la fin du repas que le Prince questionne le jeune homme sur les raisons de son action. Ce dernier répond : « J'étais résolu à couronner ma vie d'absurdités par une suprême folie. » Ses seules raisons relèvent donc de son amusement personnel, mais aussi du fait qu'il ne lui reste plus que quatre-vingt livres de toute sa fortune, dont il a décidé d'employer quarante livres à s'amuser tout au long de la journée. Il dit au Prince « J'ai passé une journée des plus divertissante, jouant nombre de tours en dehors de celui des tartelettes à la crème qui m'a valu le plaisir de faire votre connaissance ». Il garde les autres quarante livres pour un usage particulier, celui d'entrer dans un étrange club : le Club du Suicide. Il leur propose d'y adhérer aussi, sans réellement en expliquer le fonctionnement. Le Prince, piqué de curiosité et d'humeur à plonger dans l'aventure, accepte l'offre, malgré la réticence du colonel Géraldine. Tous trois se rendent donc dans au club, en rencontrent le Président et y adhèrent, sans en connaître le principe véritable. Ils découvrent un lieu fermé, un peu enfumé, où une vingtaine de personnes s'amusent gaiement, accompagnés de verres de champagne. Ce club apparaît tout à fait ordinaire au premier abord, seulement le Prince et le Colonel soupçonnent des activités illicites. Pendant assez longtemps, le fonctionnement du club reste néanmoins mystérieux pour le Prince et son Grand Écuyer. Mais un des convives explique un jour au colonel Géraldine le principe du Club du Suicide : chaque soir, le hasard d'un jeu de carte désigne un « suicidé » et son « suicideur »… Le Président invente chaque fois des stratagèmes pour camoufler le meurtre, parfois très simples, parfois un peu tordus ; il n'empêche que jamais il ne s'est fait démasquer. Le Prince et le colonel sont scandalisés par ce système, mais le Prince veut aller au bout de son entreprise : il y retourne donc le lendemain soir. Sauf que ce soir-là, par malchance, mais surtout par hasard, c'est lui-même qui est désigné comme suicidé. Il ne sait comment remédier à ce destin qui lui est imposé... Le colonel Géraldine réussit à le sauver avant que son meurtrier ne l'atteigne, en simulant un faux enlèvement. Le Prince « avait beau être résolu à affronter son sort, c'est avec une joie sans mesure qu'il cédait à la force de l'amitié, et renaissait à la vie et à l'espoir. » Il décide alors de récompenser Géraldine. Le Prince, qui veut bien sûr mettre fin à ce club et le démanteler, décide de traquer le Président pour le tuer en duel. À sa demande, Géraldine confie cette mission à son frère. Mais l'entreprise qui ne s'avèrera pas si simple…

## L'Histoire du docteur et de la malle de Saratoga
Au premier abord, il ne semble exister aucun lien entre la première et la seconde nouvelle. Les lieux, les personnages, et même l'intrigue, sont complètement différents. Silas Q. Scuddamore, un Américain assez simple et inoffensif, mais fortuné, étudie « les charmes de Paris du septième étage de ce qu'on appelle un hôtel meublé, situé dans le quartier latin ». Il est curieux, bavard, parfois même indiscret dans ses questions. Par une étrange machination, il retrouve un cadavre dans le lit de sa chambre d'hôtel, dont il ne sait que faire. Son voisin de palier le Dr. Noel lui vient en aide en faisant jouer ses relations: Scuddamore et le corps (enfermé dans une grande malle) quitteront le pays en faisant partie de la suite du Prince Florizel, lui épargnant ainsi les fouilles à la douane. Une fois arrivé à Londres, Scuddamore livre le corps à l'adresse indiquée par le Dr. Noel. Il y rencontre Florizel qui ouvre désormais tous les courriers destinés au Club du Suicide. Le prince découvre à l'intérieur de la malle le corps du jeune frère de Géraldine qui a été tué par le président du Club du Suicide lors de son évasion.

## L'Aventure du fiacre
La dernière nouvelle semble également sans rapports avec les précédentes du recueil. Le lieutenant Brackenbury Rich, officier de profession, veut découvrir les plaisirs de Londres, mais ne sait trop où aller. Comme il se met à pleuvoir, il monte dans un fiacre et dit au cocher de l'emmener où il veut. Celui-ci l'emmène à une réception chez Monsieur Morris qui s'avère être le Colonel Géraldine. Celui-ci est à la recherche de "gentils-hommes de confiance" pour une mission secrète. Géraldine, Rich et le major O'Rooke se rendent dans la nuit au lieu dit et retrouvent le Prince Florizel qui, avec l'aide du Dr. Noel, a tendu un piège au président du Club. Lors du duel entre le Prince et le président, Florizel sort victorieux.

## Les thèmes récurrents de l'œuvre

### Le hasard
Dans ce recueil de nouvelles, un thème principal est récurrent (en dehors de la mort) : c'est celui du hasard. Le hasard est présent partout, dans les évènements, dans les rencontres, etc. C'est par hasard que le Prince rencontre le jeune homme aux tartelettes à la crème, et le concept du club du suicide est un jeu de carte également basé sur le hasard. Dans la troisième nouvelle, c'est par hasard que l'officier croise et monte dans le fiacre qui va l'emmener au Prince Florizel. Mais surtout, c'est par hasard que l'Américain ou l'officier se retrouvent mêlés à la traque du Président du Club du Suicide.

### La justice
Un deuxième thème important de ce recueil est celui de la justice, incarné par le Prince Florizel de Bohême. C'est un prince, il incarne donc une autorité supérieure qui a du pouvoir : il pourrait l'utiliser en bien comme en mal. Toute sa personne incarne le respect. C'est un homme bon, on peut le voir rien qu'avec la relation qu'il entretient avec le colonel Géraldine, il est loin de mettre en avant sa supériorité hiérarchique. De plus, en traquant et en voulant punir le Président du Club du Suicide, il ne cherche qu'à rétablir la justice. Lorsqu'il va juger les membres du club du suicide, il s'exprime, certes avec une extrême sévérité, mais avec justice et recul.

## Adaptations

### Au cinéma
- 1909 : The Suicide Club, un court-métrage muet américain de David Wark Griffith, avec Barry O'Moore et Charles Avery.
- 1914 : The Suicide Club, un film muet américain de Maurice Elvey, avec Montagu Love et Elisabeth Risdon.
- 1919 : Cauchemars et Hallucinations (en) (Unheimliche Geschichten), un film muet allemand de Richard Oswald, avec Conrad Veidt et Anita Berber.
- 1932 : Histoires fantastiques (de) (Unheimliche Geschichten), un film allemand de Richard Oswald, avec Paul Wegener et Maria Koppenhöfer.
- 1936 : À vos ordres, Madame (Trouble for Two), un film américain de J. Walter Ruben, avec Robert Montgomery et Rosalind Russell.
- 1946 : La dama de la muerte, un film chilien de Carlos Hugo Christensen, avec Carlos Cores et Judith Sulian.
- 1970 : El club de los suicidas, un film mexicain de Rogelio A. Gonzalez, avec Enrique Guzman et Pilar Bayona.
- 1988 : The Suicide Club, un film américain de James Bruce, avec Mariel Hemingway et Robert Joy.

### À la télévision
- 1950 : The Suicide Club, un épisode (saison 2, épisode 24), de série télévisée américaine Suspense, réalisé par Robert Stevens, avec Ralph Bell et Ralph Clanton.
- 1974 : The Suicide Club, un téléfilm américain, avec Peter Haskell et Margot Kidder.
- 1979 : Le Club du suicide (Priklyucheniya printsa Florizelya), un téléfilm russe de Evgueni Tatarski, avec Oleg Dal et Donatas Banionis.
- 2000 : The Suicide Club, un téléfilm américain de Rachel Samuels, avec Jonathan Price et Paul Bettany.